# 陆真
陆真（？—472年），胡姓步陆孤氏，胡名乞真，代人，北魏官员。

## 生平
陆真的父亲陆洛侯是秦州长史，陆真年轻时擅长骑马射箭，魏太武帝拓跋焘时期，因为陆真体力过人，任命陆真为内三郎。陆真多次跟随征伐，破敌深入，前后屡次因功受到赏赐。
太平真君四年（443年），陆真跟随魏太武帝讨伐柔然，以军功获赐爵关内侯。太平真君十一年（450年），陆真跟随进攻悬瓠，登楼向城中射箭，箭不虚发。刘宋将领王玄谟率领数万人进攻滑台，陆真跟随魏太武帝前往讨伐。十月癸亥（450年11月26日），魏太武帝派陆真和几个人在夜间乘小船突破王玄谟的包围，进入滑台城中抚慰，登上城市，巡视敌军的营垒，然后渡过黄河返回。到天亮时，王玄谟战败逃走。陆真又跟随魏太武帝到达长江，再度击败宋军，加建武将军，封石城子。魏军回师进攻盱眙，陆真功劳很多，升任给事中，掌管太仓事务。
魏文成帝拓跋濬登基，陆真加冠军将军、进爵都昌侯，升任散骑常侍、选部尚书。太安二年（456年），丁零数千家抢劫并州和定州，陆真和并州刺史乞伏成龙从乐平向东进军，和定州刺史许崇之合力讨伐直到平定。陆真又跟随魏文成帝巡视东海，获任命为宁西将军，很快升任安西将军、长安镇将，署理建平公。和平三年（462年）六月，胡人贼帅贺略孙聚集一千多人在石楼反叛，陆真将他们击败，杀死五百多人。和平三年（462年），北魏初次设置长蛇镇，陆真率领部众筑城，没有完工时氐族豪强仇傉檀等人反叛，氐族百姓纷纷响应，人数很多。六月，陆真接受诏令讨伐平定了他们，杀死四千多人，最终修筑成长蛇城而后返回。
皇兴元年（467年），东平王拓跋道符在长安反叛，杀死雍州刺史鱼玄明，朝廷任命陆真为长安镇将，赐爵河南公。长安的士兵和百姓素来信服陆真的威信，陆真到任后安抚慰问士兵和百姓，他们都欣然平静下来。咸阳百姓赵昌接受刘宋任命的龙骧将军头衔，煽动鄠县、盩厔县，聚集数百人占据赤谷反叛北魏。陆真和雍州刺史刘邈将赵昌讨伐平定，赵昌独自骑马逃脱。后来鄠县百姓王稚兄弟聚集两千多人，招引赵昌。始平县、石安县、池阳县、灵武县四个县的百姓都纷纷响应，聚集有五千人，占据治谷堡。当时朝廷诏令南郡王李惠等人率领步兵和骑兵六千人讨伐赵昌。陆真因为北魏大军没到，担心赵昌的祸患发展蔓延，就和雍州刺史刘邈讨伐赵昌。赵昌出营抗击，陆真将他击败，斩下赵昌和贼人的首级三千多，把首级传送到京城，又诛杀了赵昌的党羽七百多人，俘虏男女一千多人，雍州的百姓和少数民族无不惊惧降服。陆真在长安镇几年，功德和声誉很显著。延兴二年（472年），陆真去世，归葬于京城平城，朝廷赠予青州刺史，谥号烈。

## 家庭

### 子女
- 陆延，北魏安北将军、金紫光禄大夫、太仆卿、汝阳侯
- 陆什夤，北魏平南将军、光禄大夫

## 延伸阅读
[在维基数据编辑]
 《魏書/卷30》，出自魏收《魏书》
 《北史·卷025》，出自李延壽《北史》